# Stainsby
Stainsby – wieś w Anglii, w hrabstwie Derbyshire, w dystrykcie Bolsover. Leży 31 km na północ od miasta Derby i 204 km na północny zachód od Londynu.